# Jasper Steverlinck
Jasper Steverlinck (30 de abril de 1976) es un cantante y guitarrista belga de origen flamenco que forma parte del grupo Arid, oriundo de la ciudad de Gante.
Steverlinck y su grupo Arid fueron finalistas del Humo's Rock Rally en 1996. En 2000, Arid publicó su álbum de debut Little Things of Venom y su continuación All Is Quiet Now en 2002. Arid también actuó varios años en el Rock Werchter.
En 2002, Steverlinck inició su carrera en solitario. Su primer sencillo, «Life on Mars», de 2003, fue un gran éxito. El single se mantuvo en el primer puesto de la lista Ultratop 50 Official singles chart de Bélgica durante 8 semanas. Su álbum en solitario Songs of Innocence también alcanzó el número uno durante 5 semanas. En 2005 enfermó de toxoplasmosis y no pudo trabajar durante un largo periodo. Volvió a la música en 2008 con el tercer álbum de Arid, All Things Come in Waves. En 2012, Steverlinck volvió a centrarse en su carrera en solitario trabajando con su hermano.
Paralelamente, se convirtió en 2009 en el cantante del recién creado proyecto de banda de metal progresivo Guilt Machine, del músico holandés Arjen Anthony Lucassen (creador de Ayreon entre otros). Apareció en su único álbum, On This Perfect Day, publicado en 2009.
También apareció como cantante invitado en «Firelight», una canción de la banda holandesa de metal sinfónico Within Temptation de su séptimo álbum de estudio Resist.

## Discografía

### Álbumes
- Songs of Innocence (2004)
- Uncut (2017), EP
- Night Prayer (2018)

## Enalces Externos
- Official website
- Jasper Steverlinck en Internet Movie Database (en inglés).